# 9403 Sanduleak
9403 Sanduleak este un asteroid din centura principală, descoperit pe 31 octombrie 1994 la Spacewatch. A fost denumit după astronomul american de origine română Nicholas Sanduleak.